# Rainer Buhmann
Rainer Buhmann (ur. 20 lutego 1981 w Leimen) – niemiecki szachista, arcymistrz od 2007 roku.

## Kariera szachowa
W 1999 r. zdobył tytuł mistrza Niemiec juniorów do 18 lat. Dwukrotnie zajął IV miejsca w mistrzostwach Europy juniorów (Litochoron 1999 – do 18 lat, Patras 2001 – do 20 lat). W 2000 r. zwyciężył w otwartych mistrzostwach Holandii juniorów do 20 lat, w 2001 r. podzielił I m. (wspólnie z Andreasem Schenkiem) w otwartym turnieju w Böblingen, natomiast w 2002 r. ponownie podzielił I m. w turnieju rozegranym w tym mieście (wspólnie z Pawłem Jaraczem i Janem Gustafssonem). W 2003 r. podzielił I m. (wspólnie z m.in. Liviu-Dieterem Nisipeanu, Lewonem Aronjanem, Władimirem Jepiszynem, Władimirem Burmakinem i Konstantinem Landą) w turnieju Neckar Open w Deizisau. Normy na tytuł arcymistrza wypełnił w latach 2005 (podczas drużynowych mistrzostw Austrii), 2006 (I m. w Willingen (Upland)) oraz 2007 (podczas finału indywidualnych mistrzostw Niemiec, na których zdobył srebrny medal). W 2006 r. zwyciężył w kolejnej edycji turnieju w Böblingen, w 2007 r. podzielił I m. w San Nicola Arcella (wspólnie z Milanem Draško) oraz w Winterthurze (wspólnie z Wadimem Małachatko), natomiast w 2009 i 2010 r. dwukrotnie podzielił I m. w Schwäbisch Gmünd.
W 2001 r. zdobył w León brązowy medal drużynowych mistrzostw Europy. W rozgrywkach z tego cyklu po raz drugi uczestniczył w 2007 roku. W 2008 r. wystąpił w trzeciej reprezentacji Niemiec na szachowej olimpiadzie w Dreźnie.
Najwyższy ranking w dotychczasowej karierze osiągnął 1 czerwca 2016 r., z wynikiem 2653 punktów.